# 哈氏小孔蟾魚
哈氏小孔蟾魚（学名：Halophryne hutchinsi），為輻鰭魚綱蟾魚目蟾魚科的其中一種，分布於中西太平洋區菲律賓及印尼海域，體長可達14.1公分，為底棲性魚類。

## 外部連結
哈氏小孔蟾魚的圖片